# Kabuntalan
Kabuntalan est une localité de la province de Maguindanao, aux Philippines. En 2015, elle compte 17 276 habitants.